# بود اوبرنبسکیه
بود اوبرنبسکیه (به لهستانی:  Budy Obrębskie) یک روستا در لهستان است که در گمینا پوکژونگتسا واقع شده‌است.